# Castellina Marittima
Castellina Marittima è un comune italiano di 1 880 abitanti della provincia di Pisa in Toscana. Dal 2011 fa parte dell'unione di comuni Unione dei comuni Colli Marittimi Pisani.

## Geografia fisica

### Clima
- Classificazione climatica: zona D, 2054 GR/G
- Diffusività atmosferica: media, Ibimet CNR 2002[5]

| Castellina Marittima | Gen | Feb  | Mar  | Apr  | Mag  | Giu  | Lug  | Ago  | Set  | Ott  | Nov  | Dic  |
| -------------------- | --- | ---- | ---- | ---- | ---- | ---- | ---- | ---- | ---- | ---- | ---- | ---- |
| T. max. media (°C)   | 9,8 | 10,6 | 13,7 | 17,0 | 20,8 | 24,3 | 27,5 | 27,7 | 24,6 | 19,5 | 14,4 | 10,7 |
| T. min. media (°C)   | 3,9 | 4,2  | 6,8  | 9,9  | 13,2 | 16,6 | 19,7 | 19,8 | 17,0 | 13,2 | 8,9  | 5,0  |

### Territorio
* Classificazione sismica: zona 2 (sismicità medio-alta), Ordinanza PCM 3274 del 20/03/2003

## Storia
Forse villaggio di origini etrusche come documentano alcuni reperti archeologici, Castellina fu castello signorile, documentato dal 1276, facente parte della pieve di San Giovanni di Camajano (Castelnuovo della Misericordia).
Il castello fu venduto alla Repubblica di Pisa da Ildebrandono di Sovana. Nel 1406 si sottomise a Firenze con il resto della campagna pisana. Il marchesato della Castellina fu eretto il 17 marzo 1628 a favore del senatore Lorenzo di Raffaello de' Medici, membro di un ramo collaterale dei granduchi, già governatore di Livorno. Estintasi nel 1715 la linea diretta con Antonio, l'infeudazione fu rinnovata nel 1738 a favore del discendente Francesco Maria (-1741). La potestà feudale era esercitata tramite un commissario che esercitò giurisdizione baronale fino alla legge sull'abolizione dei feudi.
Dal 1730 con Francesco Giuseppe, sesto marchese, la famiglia aggiunse il cognome dei Tornaquinci (Medici Tornaquinci della Castellina). Gli successero Vincenzo (1736-51), e il cav. Francesco Aldobrando (-1824) che nel 1768 prestò giuramento a Pietro Leopoldo. L'estensione del feudo andava dal fiume Fine fino a Monte Vaso con il centro di Pomaia con la tenuta del Terriccio e la Val di Perga. Il feudo comprendeva anche la tenuta del Terriccio, allivellata ai Gaetani di Pisa. Fu feudo fino al 1770.
Nel 1860, dopo il plebiscito indetto da Bettino Ricasoli in tutta la Toscana, venne annesso al Regno di Sardegna che, nel 1861, diventerà Regno d'Italia. Storicamente ebbe attività eminentemente agricole con la produzione soprattutto di cereali, impoverendo gran parte del suo territorio ricco di foreste di cerri e boschi. All'inizio del XIX secolo fu aperta una cava di alabastro.
Il 2 maggio 1918 il dirigibile U-5 che stava facendo ritorno all'Aeroscalo di Pontedera dopo un pattugliamento marittimo tra Punta Troia (oggi Punta Ala), l'Isola d'Elba e la Corsica, precipitò a terra in località Valdiperga. Nell'incidente morirono tutti e cinque i membri dell'equipaggio: il comandante tenente Federico Fenu, i sottotenenti Enrico Magistris e Luigi Carta Satta appartenenti al Regio Esercito, il sottocapo telegrafista Michele Rosato e il sottocapo motorista Tommaso Perrone, entrambi della Regia Marina. Esiste ancora oggi un cippo funerario a ricordo dei caduti nel luogo del disastro aereo ed una lapide sul palazzo municipale.

### Simboli
Lo stemma è stato riconosciuto con DPCM del 3 agosto 1952.
Il gonfalone, concesso con DPR del 6 ottobre 1953, è un drappo partito di azzurro e di giallo.

## Monumenti e luoghi d'interesse
- Oratorio di San Giovanni Battista
- Pieve di San Giovanni Decollato
- Abbazia di San Quirico a Moxi
- Abbazia di San Salvatore a Moxi

## Società

### Evoluzione demografica
Abitanti censiti

## Cultura

### Musei
- Ecomuseo dell'alabastro

### Eventi
- Musica W: rassegna musicale di gruppi indipendenti

## Geografia antropica

### Frazioni
- Le Badie (18 m s.l.m., 144 abitanti)[11]
- Malandrone (54 m s.l.m., 41 abitanti)[11]
- Terriccio (150 m s.l.m., 7 abitanti)[11]

### Altre località del territorio
Il territorio comunale di Castellina Marittima è popolato da varie piccole località minori. Tra le quali: Badione, Ceppo Nero, Farsiche, Fornaci, Lame, Le Conche, Papacqua, Poggio Al Sasso, San Girolamo, Spicciano.

## Economia
Il paese di Castellina Marittima è stato famoso, fino alla prima parte del secolo scorso, per l'escavazione dell'alabastro, usato dagli artigiani locali e della vicina città di Volterra, per la produzione di splendide opere d'arte.
L'economia locale è basata sull'agricoltura, il turismo e alcune attività produttive.

## Amministrazione

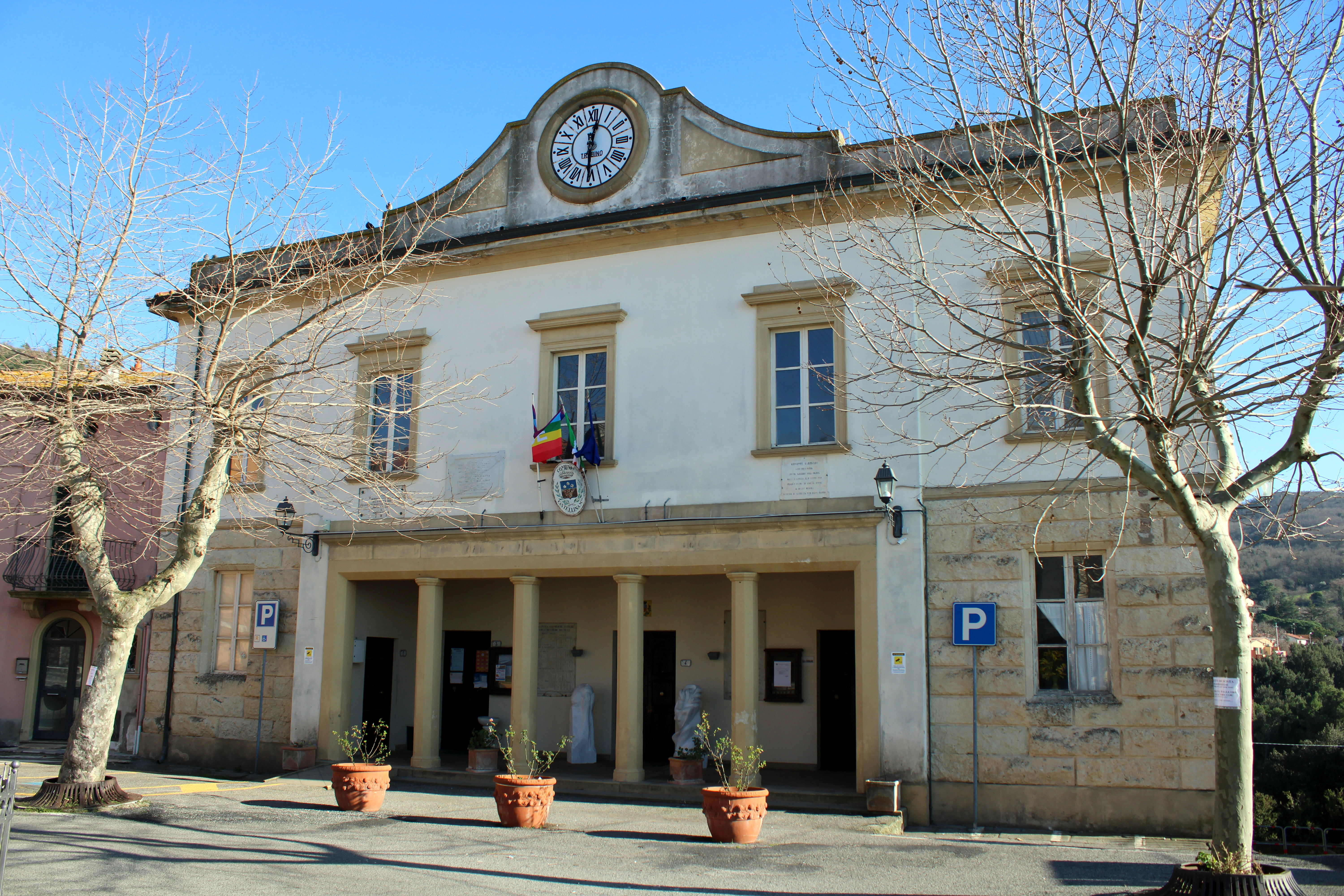
Il municipio

Di seguito è presentata una tabella relativa alle amministrazioni che si sono succedute in questo comune.
| Periodo        | Periodo        | Primo cittadino        | Partito                                                        | Carica  | Note   |
| -------------- | -------------- | ---------------------- | -------------------------------------------------------------- | ------- | ------ |
| 31 maggio 1985 | 31 maggio 1990 | Alessandro Giari       | Partito Comunista Italiano                                     | Sindaco | [ 13 ] |
| 31 maggio 1990 | 24 aprile 1995 | Alessandro Giari       | Partito Democratico della Sinistra, Partito Comunista Italiano | Sindaco | [ 13 ] |
| 24 aprile 1995 | 14 giugno 1999 | Sergio Gambicorti      | centro-sinistra                                                | Sindaco | [ 13 ] |
| 14 giugno 1999 | 8 giugno 2009  | Manolo Panicucci       | lista civica                                                   | Sindaco | [ 13 ] |
| 8 giugno 2009  | 30 marzo 2010  | Danilo Montagnani      | lista civica Per Castellina                                    | Sindaco | [ 13 ] |
| 30 marzo 2010  | 19 luglio 2016 | Federico Lucchesi      | centro-sinistra Castellina                                     | Sindaco | [ 13 ] |
| 19 luglio 2016 | 12 giugno 2017 | Maria Gabriella Folino | commissario straordinario                                      | Sindaco | [ 13 ] |
| 12 giugno 2017 | 22 aprile 2021 | Manolo Panicucci       | lista civica Il centro sinistra                                | Sindaco | [ 13 ] |
| 22 aprile 2021 | 4 ottobre 2021 | Alessandra Petronelli  | commissario straordinario                                      | Sindaco | [ 13 ] |
| 4 ottobre 2021 | in carica      | Alessandro Giari       | lista civica Idee e innovazione                                | Sindaco | [ 13 ] |